# Conjunto megalítico de Chan de Castiñeiras

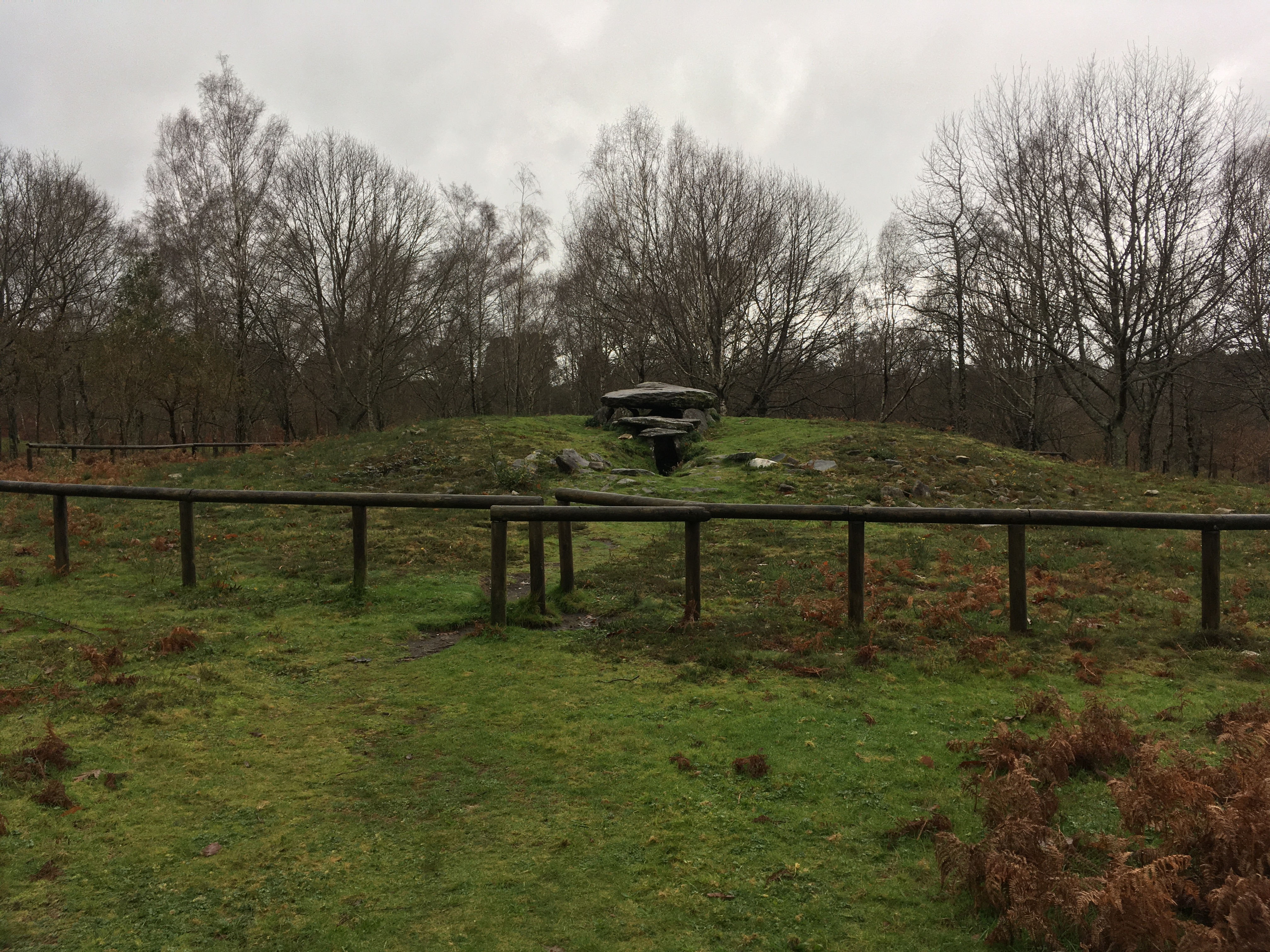
Vista del conjunto megalítico de Chan de Castiñeiras.

El conjunto megalítico de Chan de Castiñeiras es uno de los campos de mámoas más importantes de Galicia. Está situado en las inmediaciones del Parque de Cotorredondo y del Lago de Castiñeiras, entre los ayuntamientos de Vilaboa y Marín, en la provincia de Pontevedra. Forma parte del conjunto de arte rupestre de Terras de Pontevedra.
Estas manifestaciones, a las que se les atribuye una función funeraria, se alzaron durante el Neolítico y el Calcolítico, especialmente en la franja atlántica europea.
Entre todos ellas destaca el conocido como Mámoa do Rei, impresionante por sus enormes dimensiones. Se trata de un dolmen con cámara poligonal y corredor de acceso, con tres tramos perfectamente diferenciados. Fue restaurado y reconstruido en el año 2003.
Completan el conjunto otros ocho dólmenes, en diferentes estados de conservación, construidos también alrededor el año 3.000 A.C., y situados en los alrededores del lago de Castiñeiras. 

## Otros ejemplos
En el mismo municipio se descubrieron túmulos en las parroquias de Figueirido y Vilaboa. También en el ayuntamiento de Marín, que comparte este conjunto megalítico, hay otros dólmenes en buen estado de conservación. Entre ellos, destacan los situados en Chan da Armada, en Santo Tomé de Piñeiro; Chan da Lagoa, en San Xián de Marín; y Pastoriza, en Ardán.